# Нукуалофа
Нукуало́фа (тонг. Nukuʻalofa, англ. Nukualofa) — столиця й головний порт держави Тонга — розташований на північному березі острова Тонгатапу в Тихому океані. Тонґатапу — найбільший острів країни.
Населення міста в 1996 році становило 22 400 жителів, у 2006 — 23 658 жителів. Південні пляжі Нукуалофу щороку відвідує все більша кількість туристів.

## Клімат
Нукуалофа розташоване на найбільшому кораловому острові архіпелагу Тонга — Тонгатапу. Клімат в цій місцевості тропічний океанічний. Температура повітря протягом року змінюється від +20 до +26 градусів. Найжаркіший і найвологіший сезон триває з грудня по квітень. Опадів випадає близько 1500 мм. Рослинність представлена головним чином тропічними лісами, кущами та пальмами.
| Клімат                  | Клімат | Клімат | Клімат | Клімат | Клімат | Клімат | Клімат | Клімат | Клімат | Клімат | Клімат | Клімат | Клімат |
| Показник                | Січ.   | Лют.   | Бер.   | Квіт.  | Трав.  | Черв.  | Лип.   | Серп.  | Вер.   | Жовт.  | Лист.  | Груд.  | Рік    |
| Абсолютний максимум, °C | 32     | 32     | 31     | 30     | 30     | 28     | 28     | 28     | 28     | 29     | 30     | 31     | 32     |
| Середній максимум, °C   | 29,4   | 29,9   | 29,6   | 28,5   | 26,8   | 25,8   | 24,9   | 24,8   | 25,3   | 26,4   | 27,6   | 28,7   | 27,3   |
| Середня температура, °C | 26,4   | 26,8   | 26,6   | 25,3   | 23,6   | 22,7   | 21,5   | 21,5   | 22,0   | 23,1   | 24,4   | 25,6   | 24,1   |
| Середній мінімум, °C    | 23,4   | 23,7   | 23,6   | 22,1   | 20,3   | 19,5   | 18,1   | 18,2   | 18,6   | 19,7   | 21,1   | 22,5   | 20,9   |
| Абсолютний мінімум, °C  | 16     | 17     | 15     | 15     | 13     | 11     | 10     | 11     | 11     | 12     | 13     | 16     | 10     |
| Днів з дощем            | 17     | 19     | 19     | 17     | 15     | 14     | 15     | 13     | 13     | 11     | 12     | 15     | 180    |
| Вологість повітря, %    | 77     | 78     | 79     | 76     | 78     | 77     | 75     | 75     | 74     | 74     | 73     | 75     | 76     |
| ----------------------- | ------ | ------ | ------ | ------ | ------ | ------ | ------ | ------ | ------ | ------ | ------ | ------ | ------ |
| Джерело: Weatherbase    |        |        |        |        |        |        |        |        |        |        |        |        |        |

## Історія
Хоча перші поселення полінезійців з'явилися на острові 3000 років тому, протягом декількох сторіч місто служило політичним центром Тонга, але королівською резиденцією він став тільки після того, як в 1860-х роках острів вирішив свої внутрішні політичні проблеми.
В XVII столітті голландський мореплавець Абель Тасман став першим європейцем, що досяг берегів острова Тонґатапу, хоча архіпелаг був відкритий за кілька десятиліть до цього його співвітчизником. Наприкінці XVIII століття острів двічі відвідав капітан Джеймс Кук, за яким пішов ще цілий ряд дослідників. І лише на рубежі XVIII й XIX століть тут з'явилися перші поселення європейців.
По мірі колонізації островів до Тонга прибували маленькі групи місіонерів, що узяли пізніше участь у збройних конфліктах усередині країни. Деяким з них це коштувало життя. Із приїздом нових місіонерів прірва між тубільцями, зверненими в християнство, і прихильниками традиційних національних вірувань ставала усе більша. Конфлікт, що назрівав, вибухнув в 1852 році, коли один із християнських вождів по імені Джордж Тупоа I проголосив країну конституційною монархією, а себе — королем. Його нащадки й зараз правлять цією невеликою тихоокеанською державою.

## Економіка
Сьогодні більшість остров'ян займається вирощуванням овочів і фруктів, цьому багато в чому сприяє сприятливий клімат і родючі вулканічні ґрунти. Багато хто продають вирощені ними фрукти: авокадо, манго, ананаси й плоди хлібного дерева — на великому ринку недалеко від порту. Банани, ваніль і сувеніри протягом довгого часу були головною статтею експорту. Не дуже давно фермери почали продавати гарбузи в Японію. З метою урізноманітити економіку Тонго влада поклали початок легкої промисловості на околицях столиці. Сьогодні багато з цих підприємств успішно експортують свою продукцію за кордон, у тому числі куртки й вовняний одяг.
Попри те, що кількість туристів, що приїжджають у Тонго, невелика, туризм також робить свій внесок в економіку країни. Приїжджі люблять бути присутнім на різних давніх ритуалах.
Місто оточене кораловими рифами, у яких водяться багато видів тропічних риб. У спокійних прозорих водах бухти буквально за кілька кроків від міста завжди багато аматорів дайвінгу. Друге місце, що залучає безліч туристів — це доісторичний вапняковий дольмен — кам'яний пам'ятник, що свідчить про стародавності поселень мешканців острова, розташований за 30 км на схід від міста.

## Галерея

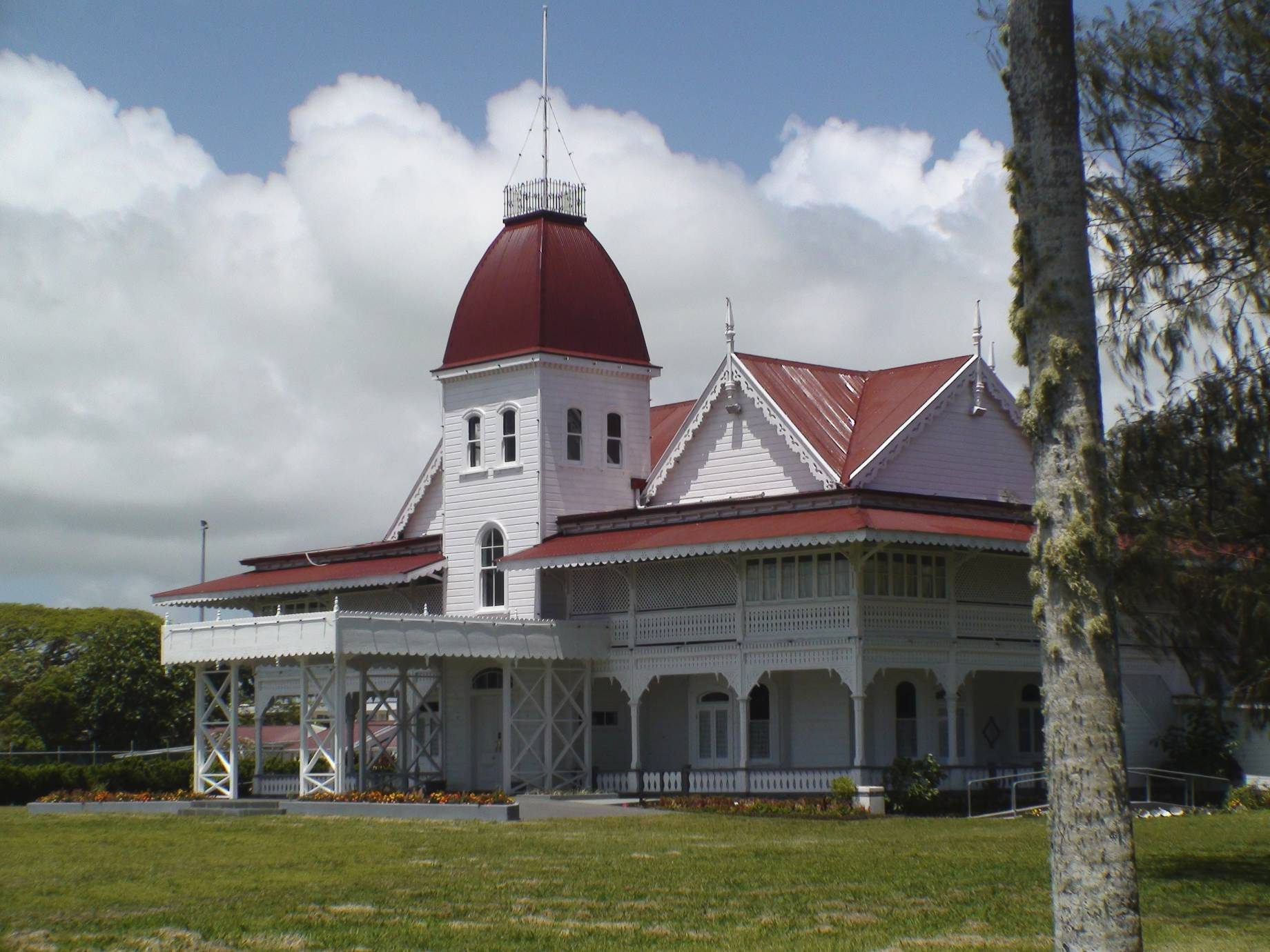
Королівський палац
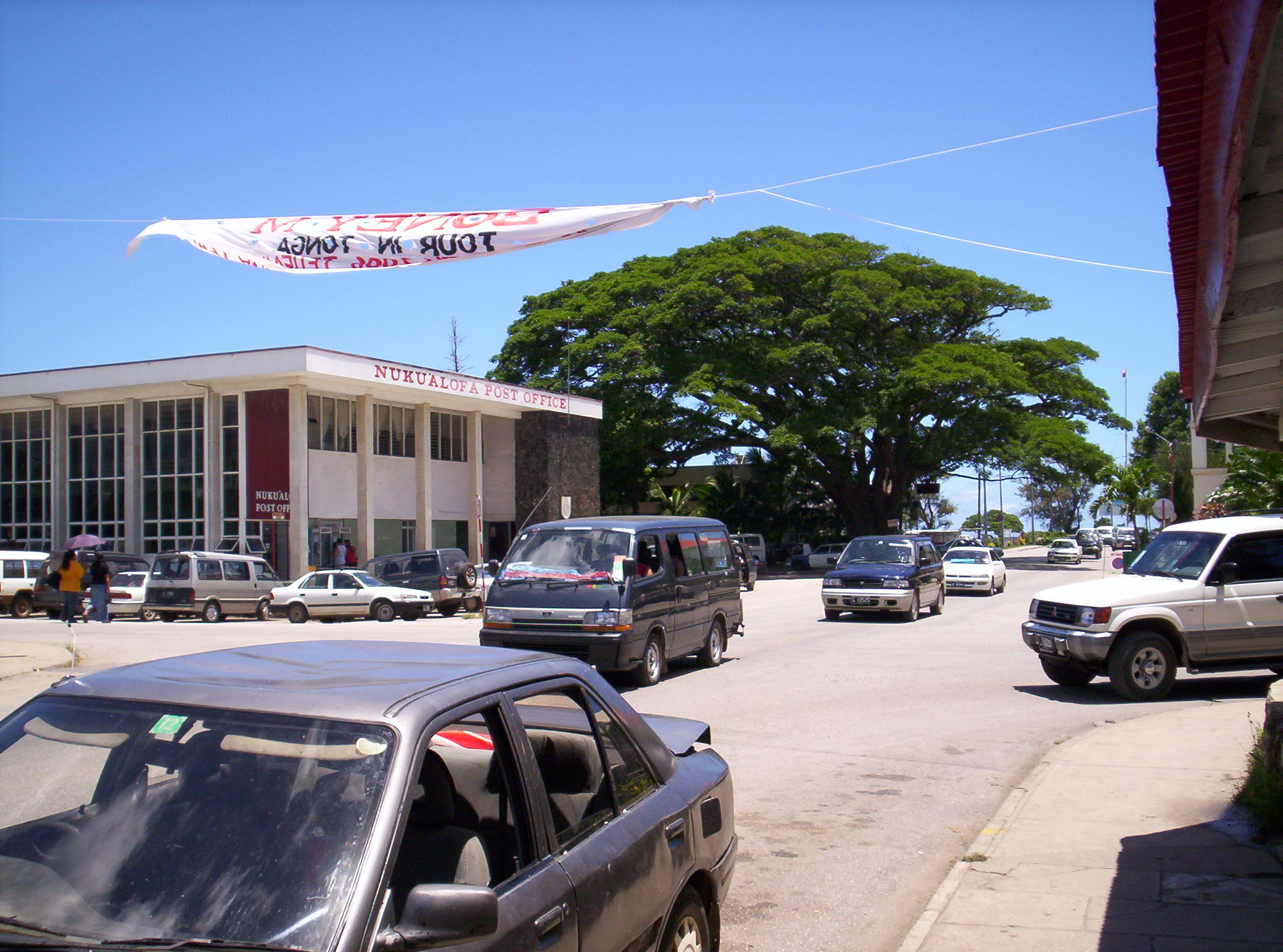
Діловий центр міста
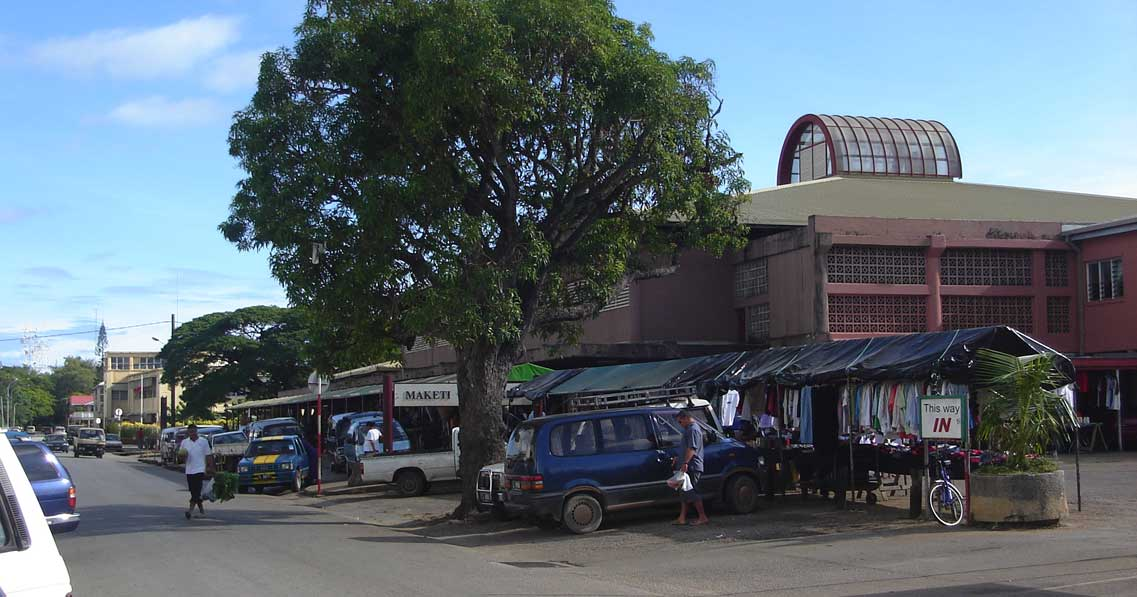
Ринок Таламаху
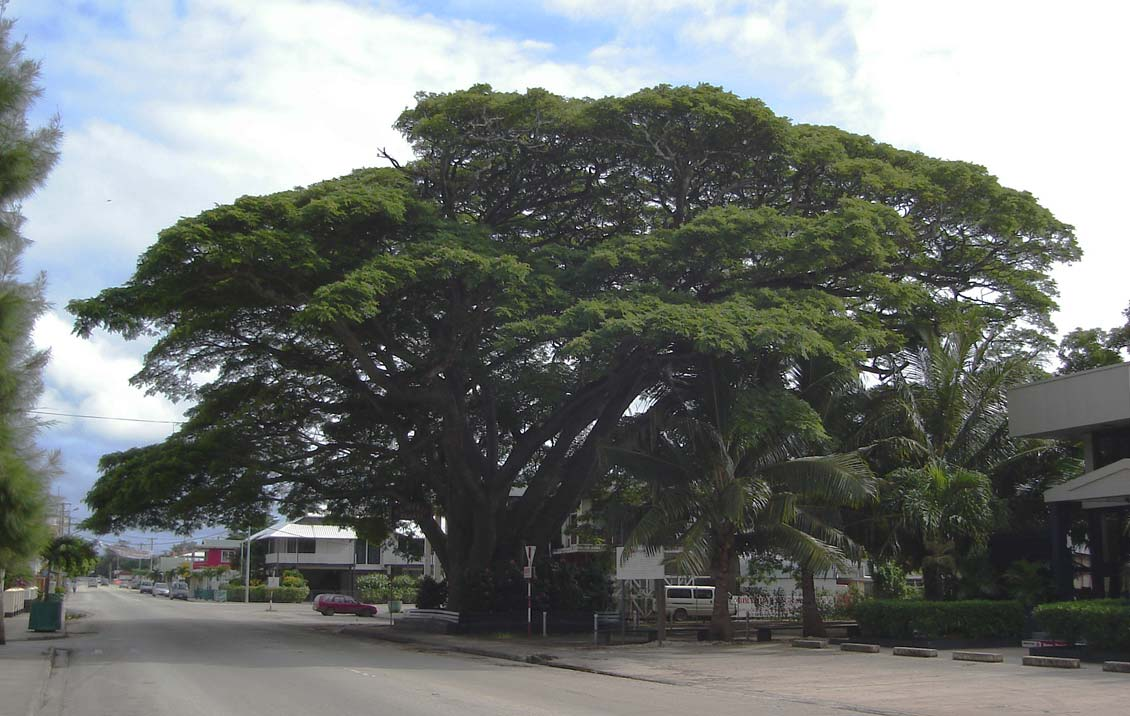
Albizia saman

## Зовнішні зв'язки

### Міста-побратими
- Велика Британія, Вітбі